# Парадигма (лингвистика)
Паради́гма (от греч. παράδειγμα, «пример, модель, образец») — совокупность (или класс) языковых единиц в лингвистике, связанных парадигматическими отношениями (объединённых по одному общему признаку и противопоставленных — по другому), а также упорядоченная схема или модель, определяющая такие языковые единицы. В узком смысле (в словоизменении) — «морфологическая парадигма» — список словоформ, принадлежащих одной лексеме и имеющих разные грамматические значения. Обычно представлена в виде таблицы.
На разных языковых уровнях выделяют морфологические, синтаксические, лексические и словообразовательные парадигмы.

## Морфологическая парадигма
Морфологическая парадигма — система словоформ, отражающая реализацию грамматических категорий. Морфологическая парадигма представлена рядом грамматических форм слова, соотносимых с его неизменяемой частью (корнем). Морфологическая парадигма выступает образцом того, как строятся словоизменительные формы для целых классов лексем (склонений существительных, спряжений глаголов и т. п.)
Обычно парадигмы упорядочены в некотором традиционном порядке граммем, например, парадигма склонения записывается в порядке падежей. Так, в русском языке: именительный — рука, родительный — руки, дательный — руке, винительный — руку, творительный — рукой, предложный — о руке; в башкирском языке: именительный — ҡала «город», родительный — ҡаланың «города», дательный — ҡалаға «в город, городу», винительный — ҡаланы «город», местно-временной — ҡалала «в городе», исходный — ҡаланан «из города».
Парадигма личного спряжения в европейских языках записывается обычно в порядке «иду-идёшь-идёт» (и, соответственно, лица называются первым, вторым и третьим), а, например, в арабском языке порядок обратный.
Существуют морфологические теории, считающие именно парадигмы центральным понятием морфологии, а членение слова на морфемы — факультативным или вторичным.

## Лексическая парадигма
Лексическая парадигма — объединение слов, противопоставленных по общему семантическому признаку (антонимы, омонимы, паронимы, синонимы, группы, семантические поля и т. д.).

## Словообразовательная парадигма
Словообразовательная парадигма — совокупность производных слов (дериватов) от одной словообразовательной основы.

## Синтаксическая парадигма
Синтаксическая парадигма — ряд структурно различающихся конструкций, отражающих видоизменения синтаксических значений.

## История
Построение парадигм — одно из первых лингвистических достижений человечества; вавилонские глиняные таблички с перечнями парадигм обычно считаются первым памятником лингвистики как науки. Понятие «парадигма» было введено в античной грамматике. Слово παράδειγμα по-гречески значит «пример, модель, образец».